# 청명계획
청명계획은 1989년 3월 당시 보안사령부가 친위쿠데타를 성공시키는 데 방해가 될 만한 반정부인사 목록을 만들고 이들을 개별적으로 사찰해 비상계엄이 선포되는 D-데이 전후로 전원 검거한다는 예비검속 작전명이다.
보안사 3처(우종일 처장·김용성 과장)는 1989년 4월 계엄에 대비해 각계 주요인사 923명의 인적사항·예상 도주로·예상 은신처·체포조 등이 기재된 청명카드를 작성하고 계엄시 이들을 검거·처벌하기 위한 청명계획을 수립했다. 보안사 3처 ‘청명 태스크포스’의 ‘청명’ 대상자 선정과 등급분류는 공안합수부 정책협의회에서 검찰·경찰의 좌익인사 자료와 보안사의 좌익인사 명단과 등급 등을 참조해 작성했다. 청명카드 작성작업을 완료한 뒤 1989년 8월 을지훈련기간에 8개 부대를 선정해 도상훈련까지 실시했다.
이어 보안사 3처 6과 분석반은 1990년 10월 보안사 민간인 사찰을 폭로한 윤석양 사건이 발생하기 전까지 ‘청수(동향파악)’대상자라는 가명칭으로 민간인 1300여명에 대해 공개 자료와 예하 보안부대의 ‘동향관찰보고서’ 등을 바탕으로 개인별 신상자료철을 작성·관리했다.
보안사가 A급으로 분류해 사찰한 민간인은 노무현 전 대통령 (당시 통일민주당 의원), 이해찬 전 국무총리 (당시 평화민주당 의원), 이상수 전 노동부 장관 (당시 평화민주당 의원), 이강철 전 대통령 정무특보(당시 진보정치연합 공동대표), 임종석 전 의원(당시 전대협 의장), 고 문익환 목사, 이창복 전 의원(당시 전민련 상임공동의장), 유인태 국회 사무총장(당시 진보정치연합 사무처장), 이태복 전 노동부 장관(당시 주간 < 노동자신문 > 편집실장), 정윤광 당시 지하철노조 위원장 등 총 109명이다.
보안사가 지목한 '청명 대상자' 중 하나였던 노무현 대통령의 개인파일에는, 1989년 당시 거주하던 부산 남구 남천동 S아파트 내부 도면까지 그려져 있다. 아파트 내부 방 구조, 화장실과 베란다 위치 등도 파악해둔 상태였다. 평소 몇 시에 집을 나서 몇 시에 귀가하는지, 타고 다니는 차량은 무엇인지, 자주 걸어 다니는 동선, 평상시 자주 만나는 친구와 연락처, 예상도주로와 예상은신처까지 모두 기록돼 있다.

## 같이 보기
- 보안사 민간인 사찰 사건
- 5·17 쿠데타
- 기무사령부
- 노태우
- 노태우 정부